# Magnús Scheving
Magnús Örn Scheving (ur. 10 listopada 1964 w Borgarnes) – islandzki sportowiec, pisarz, przedsiębiorca, aktor i producent. W serialu Leniuchowo gra Sportacusa. Jest producentem i gospodarzem programów TV o zdrowiu, jak również producentem i aktorem w innych programach TV i reklamach. Scheving produkował i prowadził także własny komiczny talk-show. Pośród nagród sportowych i trofeów, był dwukrotnym mistrzem Europy w gimnastyce w 1994 i 1995 roku, jak również srebrnym medalistą Mistrzostw Świata w gimnastyce w 1994, kiedy to został wybrany Sportowcem Roku w Islandii. Był również Mistrzem Skandynawii i sześciokrotnie Mistrzem Islandii. Otworzył jeden z klubów fitness w Islandii, którym zarządzał przez 5 lat. W 2003 roku Scheving został wybrany Człowiekiem Marketingu przez Icelandic Marketing Association oraz Przedsiębiorcą Roku 2003 przez nadawcę Channel 2 i wydawcę Icelandic Financial Newspaper. Scheving jest ceniony jako wykładowca, przedsiębiorca, sportowiec i komik. Prowadził ponad 3800 wykładów na całym świecie podczas warsztatów i zajęć o zdrowiu. Zauważył przy tym, że niezależnie od miejsca, rodzice zawsze pytali go o te same podstawowe pytania związane z odżywianiem dzieci. Odpowiadając na takie pytania stworzył Leniuchowo w 1991 roku, aby pomóc rodzicom wychowywać dzieci zdrowo oraz inspirować dzieci do zdrowego trybu życia. W 9 lat po napisaniu bestsellerowej książki „Go go LazyTown!”, stworzył prawdziwe Leniuchowo w Islandii, uwielbiane przez dzieci za świetne miejsce do zabawy i przez rodziców za promowanie zdrowia. Napisał też serię książek dla dzieci opartych na idei Leniuchowa. Książki te zostały użyte do stworzenia teatralnego musicalu, który napisał sam Scheving. Firma buduje postawę pro-zdrowotną w zabawny, pozbawiony przemocy sposób. Magnus Scheving jest twórcą i duszą Leniuchowa.
Magnús jest założycielem firmy LazyTown Entertainment, która produkuje książki, filmy i gry.

## Życie prywatne
W 1989 roku poślubił Ragnheiður Melsteð, z którą ma córkę i syna. Para ostatecznie rozstała się w 2014 roku. Scheving ma także córkę ze związku z poprzednią partnerką Halldórą Blöndall.
1 stycznia 2017 roku Scheving zaręczył się z islandzką bizneswoman Hrefną Björk Sverrisdóttir w należącej do nich restauracji w Rejkiawiku. Para pobrała się w 2020. W grudniu 2022 roku przyszedł na świat ich syn.